# Mesquita Kutubia

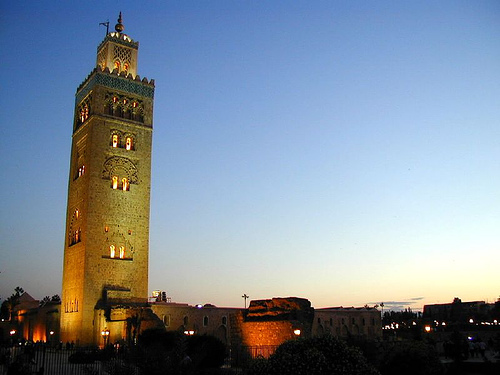
La mesquita Kutubiyya

La mesquita d'al-Kutubiyya o mesquita de Kutubia, Koutoubia o Kutubiyya (àrab: جامع الكتبية, jāmiʿ al-Kutubiyya) és un dels monuments més representatius de la ciutat de Marràqueix, al Marroc. El seu minaret és el model dels de les mesquites de Rabat —la Torre Hassan— i de Sevilla —la Giralda.
Situada al sud-oest de la plaça Djemà-el-Fna, al costat de l'avinguda Mohamed V, la Kutubia destaca pel seu minaret de 69 m d'altura, l'edifici més alt de la ciutat. El nom de la mesquita, que literalment vol dir ‘la dels llibreters’ (kutub en àrab és ‘llibres’) fa referència a la presència al mercat de venedors de llibres que es desenvolupava als seus voltants amb més de cent parades.
S'aixeca al solar d'una mesquita anterior construïda per l'emir almohade Abd-al-Mumin cap a l'any 1147, en l'intent de recuperació de la devastació produïda per Ibn Túmart, que es va centrar en la destrucció dels edificis almoràvits.
Deu anys després, es va manar construir una nova mesquita, l'actual, que va estar acabada per a l'any 1158 i, amb les seves 17 naus que s'estenen en un rectangle de 60 m de llarg per 90 d'ample, seria una de les més grans del món islàmic. El pati central té dos pòrtics amb quatre naus a cada costat.

## El minaret

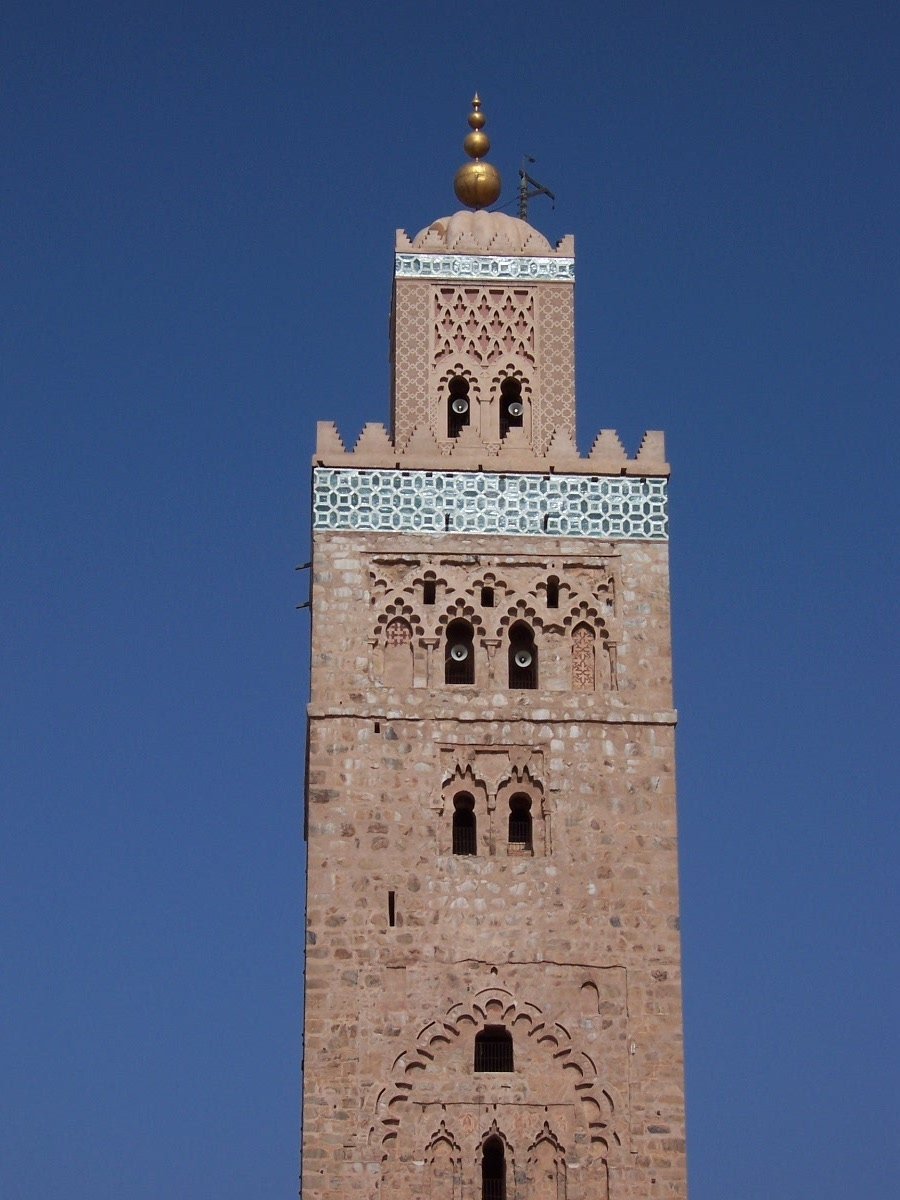
El minaret amb un important treball d'arcs entrellaçats (sebka)

Es va començar a construir sota el mandat d'Abd-al-Mumin i es va acabar en temps d'Abu-Yússuf Yaqub al-Mansur. Amb els seus 69 m d'altura, és l'edifici més alt de Marràqueix (està prohibida la construcció d'edificis més alts). Té sis pisos que es comuniquen mitjançant rampes. La part superior està envoltada per una balustrada emmerletada que es corona, com és habitual en aquest tipus de construccions, per tres boles, avui en dia de bronze i, segons diuen, en els seus orígens d'or, procedent de les joies d'una de les manilles de Yaqub al-Mansur lliurades com a penitència per haver trencat el dejuni del ramadà. La major d'aquestes boles té 2 m de diàmetre.
L'exterior de la torre conserva només part de la seva ornamentació original, perquè va perdre les seves pintures i mosaics. Únicament conserva una banda de rajoles verdes en la part superior.
Va patir greus desperfectes pel terratrèmol de Marrakeix de 2023.